# Боженцин (Нижньосілезьке воєводство)
Боженцин (пол. Borzęcin) — село в Польщі, у гміні Жміґруд Тшебницького повіту Нижньосілезького воєводства.
Населення — 442 особи (2011).
У 1975-1998 роках село належало до Вроцлавського воєводства.

## Демографія
Демографічна структура станом на 31 березня 2011 року:
|          | Загалом | Допрацездатний вік | Працездатний вік | Постпрацездатний вік |
| -------- | ------- | ------------------ | ---------------- | -------------------- |
| Чоловіки | 218     | 57                 | 140              | 21                   |
| Жінки    | 224     | 54                 | 126              | 44                   |
| Разом    | 442     | 111                | 266              | 65                   |